# Hypatopa pica
Hypatopa pica  (лат.) — вид мелких молевидных бабочек рода Hypatopa из семейства сумрачные моли (Blastobasidae, Gelechioidea). Эндемик Коста-Рики (Центральная Америка). Длина передних крыльев 6,8—8,5 мм. Окраска передних крыльев коричневая с примесью чешуек оранжевого, тёмно-коричневого и белого цвета; задние крылья палево-серые. Обладает сходством с видом Hypatopa hecate, отличаясь от них деталями строения гениталий. Вид был впервые описан в 2013 году американским лепидоптерологом Дэвидом Адамски (David Adamski, Department of Entomology, Национальный музей естественной истории, Смитсоновский институт, Вашингтон). Название вида является производным от латинского слова pica (сойка или сорока).